# Бенший Захар
Захар Бенший  — кобзар з Великої Писарівки Сумської області. Грати на бандурі вчився у кобзаря Степана Пасюги із Великої Писарівки. Добре виконував народні думи. Його знав і про нього розповідав кобзар Єгор Мовчан.